# Schörgendorf (Gemeinde Kapfenberg)
Schörgendorf ist eine Ortschaft und eine Katastralgemeinde der Stadtgemeinde Kapfenberg im Bezirk Bruck-Mürzzuschlag in Steiermark.
Die Ortschaft liegt im Tal der Laming.

## Geschichte
Das früheste Schriftzeugnis ist von 1165/66 und lautet „Schergendorf“. Der Name geht auf althochdeutsch skerio (Vorsteher, Verwalter) zurück.
Zum Jahreswechsel 1979/1980 befanden sich in der Katastralgemeinde Schörgendorf insgesamt 260 Bauflächen mit 259.742 m² und 152 Gärten auf 277.717 m², 1989/1990 gab es 267 Bauflächen. 1999/2000 war die Zahl der Bauflächen auf 679 angewachsen und 2009/2010 bestanden 347 Gebäude auf 760 Bauflächen.

## Bodennutzung
Die Katastralgemeinde ist land- und forstwirtschaftlich geprägt. 175 Hektar wurden zum Jahreswechsel 1979/1980 landwirtschaftlich genutzt und 309 Hektar waren forstwirtschaftlich geführte Waldflächen. 1999/2000 wurde auf 153 Hektar Landwirtschaft betrieben und 335 Hektar waren als forstwirtschaftlich genutzte Flächen ausgewiesen. Ende 2018 waren 104 Hektar als landwirtschaftliche Flächen genutzt und Forstwirtschaft wurde auf 337 Hektar betrieben. Die durchschnittliche Bodenklimazahl von Schörgendorf beträgt 20,7 (Stand 2010).